# Ansamblul urban VI, Timișoara

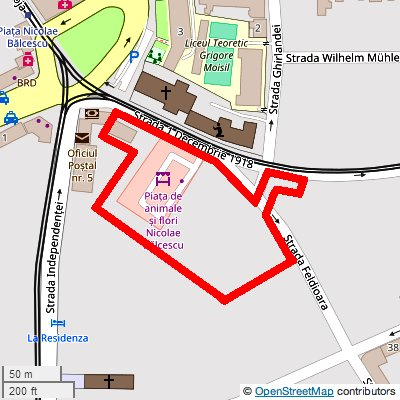
Localizarea și limitele ansamblului

Ansamblul urban VI este o zonă din cartierul Elisabetin al Timișoarei, declarată monument istoric, având codul LMI TM-II-a-B-06106.

## Descriere
Ansamblul este format din clădirile situate pe strada 1 Decembrie 1918, pe frontul de sud, nr. 2, 6, 8, 10 (începând de la piața Nicolae Bălcescu) și strade Feldioara, pe frontul de sud-vest, nr. 2, 4, 6.
Până în 2016 pe strada 1 Decembrie 1918, la nr. 4 au funcționat și piețele de animale și flori din zona Bălcescu. Din 2016 piața de animale a fost mutată.

## Istoric
La fel ca la Ansamblul urban I, zona, fiind situată în afara zonei Non Aedificandi a cetății Timișoara, și-a păstrat caracterul rural până spre sfârșitul secolului al XIX-lea. Din 1876 pe amplasamentul actual al bisericii romano-catolice din Piața Nicolae Bălcescu și la sud de ea se aflau primăria și școala primară ale cartierului. Zona se dezvoltă după 1892, adică după defortificarea Timișoarei. Se trasează actuala tramă stradală și apar clădirile cu etaj.

## Clădiri care fac parte din ansamblu
| Poz. | Descriere                                               | Adresă, Coordonate                                                        | Data autorizării/ data terminării, Arhitect | Imagine | Note  |
| ---- | ------------------------------------------------------- | ------------------------------------------------------------------------- | ------------------------------------------- | ------- | ----- |
| 1    | Casă. Stil Art Nouveau, curentul Secession. Degradată.  | Str. 1 Decembrie 1918, nr. 2 45°44′28″N 21°13′34″E / 45.7410°N 21.2262°E  | c. 1900                                     |         | [ 4 ] |
| 2    | Casă. Stil Stil eclectic istoricist, curentul neobaroc. | Str. 1 Decembrie 1918, nr. 6 45°44′27″N 21°13′37″E / 45.7407°N 21.2269°E  | c. 1900                                     |         | [ 4 ] |
| 3    | Casă. Stil Art Nouveau, curentul Secession.             | Str. 1 Decembrie 1918, nr. 8 45°44′26″N 21°13′38″E / 45.7406°N 21.2271°E  | c. 1900                                     |         | [ 4 ] |
| 4    | Casă. Stil eclectic istoricist, curentul clasicist.     | Str. 1 Decembrie 1918, nr. 10 45°44′26″N 21°13′39″E / 45.7406°N 21.2276°E | c. 1900                                     |         | [ 4 ] |
| 5    | Casă. Stil eclectic istoricist. Reabilitată.            | Str. Feldioara, nr. 2 45°44′25″N 21°13′38″E / 45.7404°N 21.2273°E         | c. 1900                                     |         | [ 4 ] |
| 6    | Casă.                                                   | Str. Feldioara, nr. 4 45°44′25″N 21°13′39″E / 45.7403°N 21.2275°E         | sec. al XX-lea                              |         | [ 4 ] |
| 7    | Casă. Stil Art Nouveau, curentul Secession.             | Str. Feldioara, nr. 6 45°44′24″N 21°13′39″E / 45.7401°N 21.2276°E         | c. 1900                                     |         | [ 4 ] |